# دورة حوض النيل 2011
دورة حوض وادي النيل 2011 هي النسخة الأولى من دورة حوض وادي النيل وتستضيفها العاصمة المصرية القاهرة. الدورة المستحدثة هي بطولة ودية في كرة القدم تضم المنتخبات الأولى لدول حوض النيل هدفها تقريب وجهات النظر بين هذه الدول وتعميق وتقوية العلاقات بين شعوبها. هناك ترتيبات لإقامة الدورة سنويا بمصر سواء في القاهرة أو في أي من المدن الساحلية.، ونتائج مباريات البطولة يتم نشرها تباعا على الموقع الرسمي للفيفا تحت بند المباريات الودية، مما يعني تأثير نتائج النهائية للبطولة على ترتيب المنتخبات المشاركة في تصنيف الفيفا العالمي للمنتخبات.
في البداية تم توجيه الدعوة للاتحادات الدولية العشرة لدول حوض النيل، وبدأت الدول في قبول الدعوة تباعا بدءا من السودان وكينيا وتنزانيا وأوغندا وأعقبهم بعد ذلك موافقة بوروندي حتى وصل عدد الدول المشاركة إلى سبعة دول بموافقة الكونغو الديمقراطية على المشاركة، في حين أعلنت ثلاثة دول عدم مشاركتها منذ البداية وهي؛ أثيوبيا وإرتريا ورواندا.

## قرعة البطولة وتهديد السودان بالانسحاب

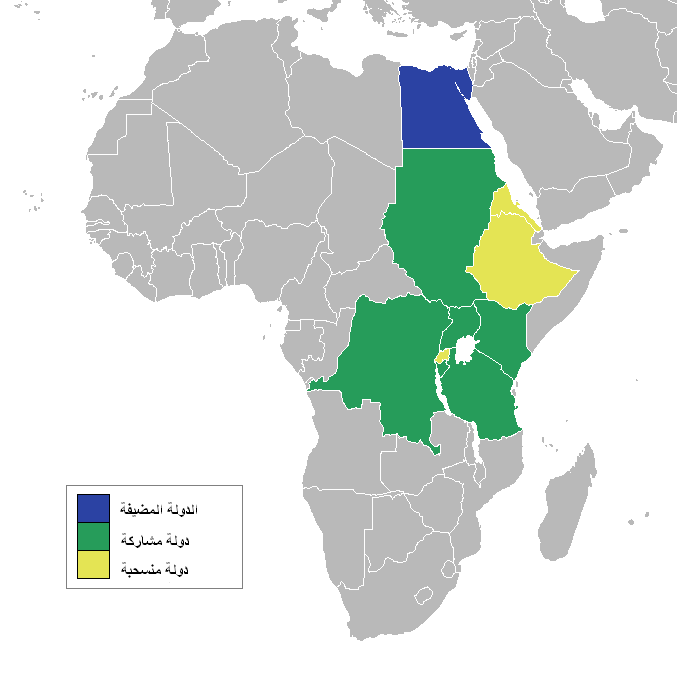
الدول المشاركة في البطولة.

أقيمت قرعة البطولة يوم الخميس الحادي والثلاثين من ديسمبر 2010 بعد تقسيم المنتخبات السبعة إلى مجموعتين تضم الأولى أربعة منتخبات على رأسهم مصر الدول المضيفة في حين تضم المجموعة الثانية ثلاثة منتخبات فقط، وأسفرت القرعة عن وقوع منتخبات مصر وتنزانيا وبوروندي وكينيا بالمجموعة الأولى، في حين جاءت منتخبات السودان وأوغندا وجمهورية الكونغو الديموقراطية في المجموعة الثانية وهو ما أثار حفيظة المنتخب السوداني لوقوعه في نفس المجموعة مع المنتخب الأوغندي (خاصة بعد وقوعهما سويا ضمن مجموعة واحدة ببطولة أمم إفريقيا للمحليين والمقرر إقامتها في السودان خلال الفترة ما بين 4 و25 فبراير 2011) ودفعه للتهديد بالانسحاب من البطولة إذا لم تقوم اللجنة المنظمة بتعديل القرعة، وبالفعل تجاوبت اللجنة المنظمة مع مطالب المنتخب السوداني وقامت بتبديل المواقع بين المنتخب الكيني والمنتخب الأوغندي.
| مصر تنزانيا بوروندي أوغندا | السودان كينيا الكونغو الديموقراطية |

## ملاعب البطولة
أعلنت اللجنة المنظمة عن ست ملاعب لاستضافة فعاليات البطولة ما بين ملاعب تدريبية وملاعب لإقامة المباريات، حيث تستضيف ملاعب ستاد عثمان أحمد عثمان وستاد الكلية الحربية بمدينة نصر، وستاد اتحاد الشرطة الرياضي بالعباسية مباريات الدور التمهيدي للبطولة. كما أعلنت اللجنة كلا من ستاد بتروسبورت بالقاهرة الجديدة وستاد جهاز الرياضة العسكري بمنشية البكري كملاعب للتدريب.
شاب البطولة بعض التخبط التنظيمي حيث نُقلت أكثر من مباراة من الملاعب المعلن عنها مسبقا إلى ملاعب أخرى أثناء فاعليات البطولة. فكان مقررا أن يستضيف ملعب استاد القاهرة الدولي المباراة النهائية ومباراة تحديد المركزين الثالث والرابع ولكن المباريتان نقلا لستاد الإسماعيلية. وقد وضح الاتحاد المصري لكرة القدم على موقعه الرسمي الأسباب قائلا «انه الملعب المناسب ونظرا للنجاح الكبير الذي ظهر في مباريات الجولة الثالثة وتعاون المسئولين في المحافظة»  قبل أن يعيد الاتحاد المصري لكرة القدم النظر في القرار ويعتمد ستاد الكلية الحربية ملعبا للمبارة النهائية ومباراة تحديد المركز الثالث قبل يومين فقط من الموعد المقرر لإقامة المبارتين وذلك لتسهيل حضور الدبلوماسيين وكبار الشخصيات السياسية والرياضية والتنفيذية.

## المباريات
| مفاتيح الألوان في دور المجموعات | مفاتيح الألوان في دور المجموعات            |
| ------------------------------- | ------------------------------------------ |
|                                 | الفرق المتأهلة للدور نصف النهائي           |
|                                 | الفرق المتأهلة لمباراة تحديد المركز الخامس |

### المجموعة 1
| فريق    | لعب | ف | ت | خ | له | عليه | ف.أ | نقاط |
| ------- | --- | - | - | - | -- | ---- | --- | ---- |
| مصر     | 3   | 3 | 0 | 0 | 9  | 1    | +8  | 9    |
| أوغندا  | 3   | 1 | 1 | 1 | 4  | 3    | +1  | 4    |
| تنزانيا | 3   | 0 | 2 | 1 | 3  | 7    | −4  | 2    |
| بوروندي | 3   | 0 | 1 | 2 | 2  | 7    | −5  | 1    |

| أوغندا                                  | 3–1   | بوروندي        |
| --------------------------------------- | ----- | -------------- |
| كاويسا 34' · سسيماكولا 55' · كاسولي 89' | تقرير | هاباروغيرا 38' |

| مصر                                                       | 5–1   | تنزانيا   |
| --------------------------------------------------------- | ----- | --------- |
| حمدي 5'، 57' · أبو تريكة 12' · حاروب 24' (ه.ذ.) · علي 78' | تقرير | غومبو 82' |

| تنزانيا              | 1–1   | بوروندي   |
| -------------------- | ----- | --------- |
| نساجيغوا 75' (ركلة.) | تقرير | هميسي 50' |

| مصر       | 1–0   | أوغندا |
| --------- | ----- | ------ |
| جدو 90+3' | تقرير |        |

| أوغندا     | 1–1   | تنزانيا    |
| ---------- | ----- | ---------- |
| موجالو 71' | تقرير | ماشوبا 25' |

| مصر                         | 3–0   | بوروندي |
| --------------------------- | ----- | ------- |
| جدو 1' · علي 10' · حمدي 80' | تقرير |         |

### المجموعة 2
| فريق    | لعب | ف | ت | خ | له | عليه | ف.أ | نقاط |
| ------- | --- | - | - | - | -- | ---- | --- | ---- |
| الكونغو | 2   | 2 | 0 | 0 | 3  | 1    | +2  | 6    |
| كينيا   | 2   | 1 | 0 | 1 | 1  | 1    | 0   | 3    |
| السودان | 2   | 0 | 0 | 2 | 1  | 3    | −2  | 0    |

| السودان | 0–1   | كينيا              |
| ------- | ----- | ------------------ |
|         | تقرير | أوكوته 19' (ركلة.) |

| كينيا | 0–1   | جمهورية الكونغو الديمقراطية |
| ----- | ----- | --------------------------- |
|       | تقرير | بونجيلي 28' (ركلة.)         |

| السودان  | 1–2   | جمهورية الكونغو الديمقراطية         |
| -------- | ----- | ----------------------------------- |
| مهند 71' | تقرير | ماتوندو 33' · بونجيلي 90+3' (ركلة.) |

### الجولة النهائية
|  | نصف النهائي                             | نصف النهائي                             |   |                                              | النهائي                                      | النهائي |  |
|  |                                         |                                         |   |                                              |                                              |         |  |
|  | 14 يناير 2011 – ستاد بتروسبورت، القاهرة |                                         |   |                                              |                                              |         |  |
|  | جمهورية الكونغو الديمقراطية             | 0                                       |   |                                              |                                              |         |  |
|  | أوغندا                                  | 1                                       |   |                                              |                                              |         |  |
|  |                                         |                                         |   |                                              |                                              |         |  |
|  |                                         |                                         |   |                                              | 17 يناير 2011 – ستاد الكلية الحربية، القاهرة |         |  |
|  |                                         |                                         |   |                                              | مصر                                          | 3       |  |
|  |                                         | أوغندا                                  | 1 |                                              |                                              |         |  |
|  |                                         |                                         |   |                                              |                                              |         |  |
|  |                                         |                                         |   |                                              |                                              |         |  |
|  |                                         |                                         |   |                                              | المركز الثالث                                |         |  |
|  | 14 يناير 2011 – ستاد بتروسبورت، القاهرة | 14 يناير 2011 – ستاد بتروسبورت، القاهرة |   | 17 يناير 2011 – ستاد الكلية الحربية، القاهرة | 17 يناير 2011 – ستاد الكلية الحربية، القاهرة |         |  |
|  | مصر                                     | 5                                       |   | جمهورية الكونغو الديمقراطية                  | 1                                            |         |  |
|  | كينيا                                   | 1                                       |   |                                              | كينيا                                        | 0       |  |

#### نصف النهائي
| جمهورية الكونغو الديمقراطية | 0–1   | أوغندا     |
| --------------------------- | ----- | ---------- |
|                             | تقرير | كافوما 23' |

| مصر                                      | 5–1   | كينيا       |
| ---------------------------------------- | ----- | ----------- |
| بلال 13'، 68'، 90' · حمدي 21' · جمعة 26' | تقرير | أومندوا 66' |

#### المركز الخامس
| تنزانيا | 0–2   | السودان                   |
| ------- | ----- | ------------------------- |
|         | تقرير | كرار 52' · علاء الدين 61' |

#### المركز الثالث
| جمهورية الكونغو الديمقراطية | 1–0   | كينيا |
| --------------------------- | ----- | ----- |
| كاسونجو 33'                 | تقرير |       |

#### النهائي
| مصر                     | 3–1   | أوغندا             |
| ----------------------- | ----- | ------------------ |
| حمدي 38'، 70' · جدو 81' | تقرير | أوكوتي 84' (ركلة.) |

## البطل
| بطل دورة حوض النيل 2011 |
| ----------------------- |
| · مصر · للمرة الأولى    |

| المركز الثاني | المركز الثالث               |
| ------------- | --------------------------- |
| أوغندا        | جمهورية الكونغو الديمقراطية |

## جوائز البطولة
في أعقاب المباراة النهائية تم توزيع الكوؤس والجوائز للفرق المشاركة والتي قام بتسليمها السيد المهندس حسن صقر رئيس المجلس الأعلى للرياضة بمصر ومعه كل من السيد سمير زاهر رئيس اتحاد الكرة المصري والسيد طارق حسن رئيس تحرير جريدة الأهرام المسائي المصرية الراعي الرسمي للبطولة.

### جوائز المنتخبات
| الترتيب النهائي | المنتخب                     | المبلغ المالي        |
| --------------- | --------------------------- | -------------------- |
| 1               | مصر                         | 150,000 دولار أمريكي |
| 2               | أوغندا                      | 130,000 دولار أمريكي |
| 3               | جمهورية الكونغو الديمقراطية | 100,000 دولار أمريكي |
| 4               | كينيا                       | 60,000 دولار أمريكي  |
| 5               | السودان                     | 50,000 دولار أمريكي  |
| 6               | تنزانيا                     | 50,000 دولار أمريكي  |
| 7               | بوروندي                     | 50,000 دولار أمريكي  |

كما حصل منتخب الكونغو الديمقراطية على كأس الروح الرياضية

### جوائز اللاعبين
- هداف البطولة:  السيد حمدي
- أحسن لاعب:  أحمد سمير فرج
- أحسن حارس مرمى:  موتيبا كيديابا
- اللعب النظيف:  جمهورية الكونغو الديمقراطية

## مسجلي الأهداف
6 أهداف
- السيد حمدي

3 أهداف
- أحمد بلال
- محمد ناجي جدو

هدفان
- لوفو بونجيلي
- أحمد علي كامل

هدف واحد
- علاء الدين يوسف
- مهند الطاهر
- هيثم مصطفي كرار
- ماتوندو سالاكياكو
- نجاندو كاسونجو
- أوين كاسولي
- حبيب كافوما
- سيزار أوكوتي
- ماتوكو كاويسا
- نواه سسيماكولا
- يودا موجالو
- جان بول هاباروغيرا
- تامبوي هميسي
- رشيد غومبو
- شادراك نساجيغوا
- محمد عبد الله ماشوبا
- كولينز أوكوته
- كيفين أومندوا
- محمد أبو تريكة
- وائل جمعة

هدف ذاتي
- نادر حاروب

## روابط خارجية
- قوائم بعض المنتخبات المشاركة - من موقع الرسمي لاتحاد كرة القدم المصري.